# 貝爾角 (瑪麗伯德地)
貝爾角（英語：Beyl Head）是南極洲的海岬，位於瑪麗伯德地，處於萊特島東部，在1977年由美國南極名稱諮詢委員命名，現時由南極條約體系管理。